# Dzieci wolności
Dzieci wolności (fr. Les Enfants de la liberté) – powieść historyczna, w znacznej mierze oparta na faktach, autorstwa Marca Levy'ego z 2007. Polskie wydanie ukazało się w 2009 w tłumaczeniu Krystyny Szeżyńskiej-Maćkowiak.
Akcja powieści rozgrywa się w 1943 w Tuluzie, w okresie funkcjonowania marionetkowego państwa Vichy. Fabuła relacjonuje losy młodych i bardzo młodych członków ruchu oporu (Résistance). Autor opisuje pierwsze kontakty z podziemiem, a potem akcje zbrojne, sabotażowe i dywersyjne, przeprowadzane przede wszystkim w Tuluzie i okolicach przez ruch antyfaszystowski (35. Brygadę Marcela Langera), którego członkami, oprócz Francuzów, są Polacy, Hiszpanie, Żydzi, Węgrzy i inni. Narratorem jest Jeannot (ojciec autora książki). W drugiej części powieści opisane są losy głównych bohaterów po schwytaniu przez funkcjonariuszy aparatu kolaboracji, przesłuchania, tortury, a w końcu makabryczny transport w wagonach towarowych do obozu w Dachau, z którego głównemu bohaterowi udaje się zbiec.